# Adolphe d'Espie
Jean de La Hire
Adolphe d'Espie, connu sous le nom de plume de Jean de La Hire, né le 28 janvier 1878 à Banyuls-sur-Mer (Pyrénées-Orientales) et mort le 5 septembre 1956 à Nice (Alpes-Maritimes), est un écrivain, éditeur et homme politique français. Romancier très prolifique dans la première moitié du XXe siècle, il est alors l'un des auteurs de littérature populaire les plus appréciés du public français, publié en feuilleton notamment dans le quotidien Le Matin. Mais son passage à la collaboration sous l'occupation allemande vient durablement entacher son image, et son œuvre tombe après-guerre dans l'oubli. Outre son principal pseudonyme, il a également utilisé d'autres noms de plume.

## Biographie

### Famille
Adolphe Célestin Ferdinand d'Espie est le fils aîné du comte Célestin d'Espie, viticulteur à Banyuls-sur-Mer, et de Marie Maillol, sœur du sculpteur et peintre Aristide Maillol. À la mort de son père, il hérite du titre de comte. Il passe une partie de sa jeunesse dans une pension tenue par des Jésuites où il reçoit une solide éducation en lettres classiques. Après ces « dix ans passés au collège des Jésuites de Béziers, il devient profondément anticlérical et le restera jusqu'à l'âge de 30 ans ». À l'âge de vingt ans, il choisit de venir à Paris et de faire carrière dans les lettres. Il devient d'abord secrétaire et prête-plume du couple Colette-Willy. Il travaille ensuite comme journaliste au Matin, dont il prend un temps la direction littéraire.

### Carrière littéraire

#### Les débuts
Il prend pour nom de plume « Jean de La Hire », en signe d'admiration pour les fameuses paroles d'Étienne de Vignolles, dit « La Hire », compagnon de Jeanne d'Arc : « Seigneur fais pour La Hire ce que tu voudrais que La Hire fît pour toi, si tu étais La Hire et si La Hire était Dieu ». Le comte Adolphe d'Espie se revendique « le descendant [de ce] compagnon de Jeanne d'Arc ».
En 1898, il publie chez Edmond Girard son premier roman, La Chair et l'Esprit, grâce à Pierre Louÿs.

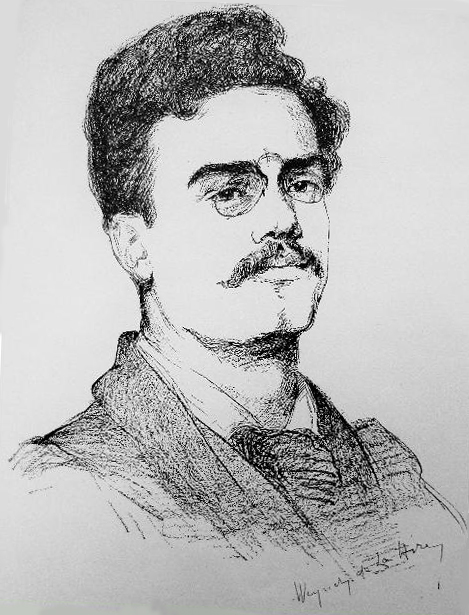
Jean de la Hire portraituré par son épouse Marie, vers 1905.

Jusqu'en 1908, il publie plus d'une vingtaine de romans, comme l'introuvable Héro et Léandre publié à Marseille avec un portrait de l'écrivain par Rippl-Ronaï (1900), Le Tombeau des vierges (1900), La Torera (1902), L'Enfer du soldat (1903), et ceux qu'il publie à la maison d'édition Offenstadt. Il se tourne également vers les métiers de l'édition et fonde la Bibliothèque indépendante, le 15 novembre 1904, sous son vrai nom, Adolphe-Ferdinand Célestin d’Espie. Il revend cette maison d'édition moins d'un an plus tard, et prend alors la direction de la Librairie universelle, de juillet 1905 à juin 1906. Après une étude biographique sur Colette en 1905, il fait paraître un roman de science-fiction, La Roue fulgurante, en 1908, dans lequel il décrit une roue qui aspire les maisons « comme les feuilles mortes sur le passage d'un train rapide ».

#### Premiers succès
Auteur extrêmement prolifique, il aborde tous les genres littéraires en vogue et publie pendant sa longue carrière plus de 600 textes, dont certains dépassent les 100 000 exemplaires, tirage considérable pour l'époque. Certains romans, tant sentimentaux que policiers, d'aventures, de cape et d'épée ou de science-fiction, sont parus d'abord en feuilletons dans des journaux et en fascicules, forme de publication qui se développe fortement au début du XXe siècle.

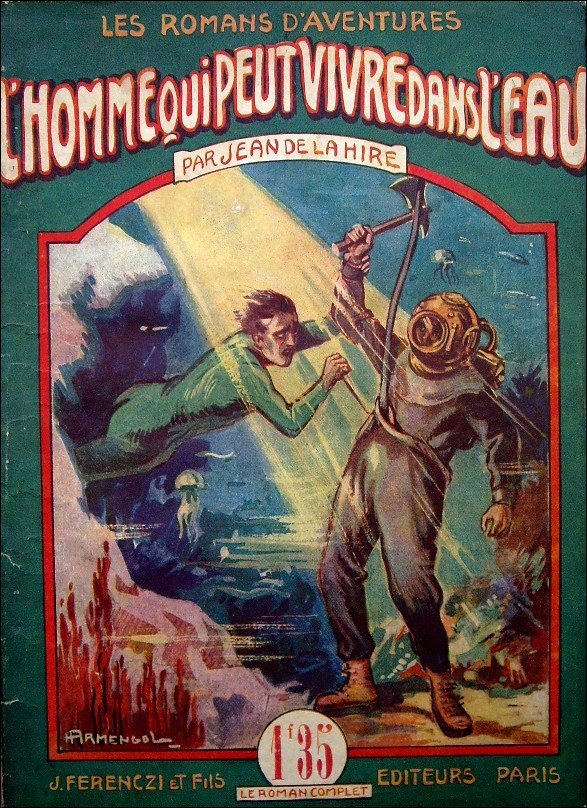
L'Homme qui peut vivre dans l'eau, couverture d'une réédition du roman de Jean de la Hire, Ferenczi & fils, 1921. Illustration d'Henri Armengol.

Ses romans de littérature classique tels que L'Enfer du soldat (1903) ou Les Vipères (1905), côtoient constamment des romans d'aventures et d'espionnage comme la série des Grandes aventures du Nyctalope. En 1911, Jean de La Hire crée en effet le personnage de Léo Saint-Clair, dit le Nyctalope, avec la publication du Mystère des XV. Après une tentative d'assassinat, ce personnage reçoit un cœur artificiel, et devient un héros vengeur doté d'une vision nocturne. Moins connu que Rocambole, Arsène Lupin ou Fantômas, le Nyctalope a connu en son temps un grand succès commercial, à travers une trentaine d'ouvrages. Le fait de posséder un nom de code et un super-pouvoir — en l'occurrence la vision nocturne, à laquelle s'ajoute une quasi-immortalité due à son cœur artificiel — fait qu'il est parfois considéré comme l'un des premiers super-héros de l'histoire de la littérature populaire. Certains des titres de cette série relèvent directement du roman policier, comme Les Mystères de Lyon (1933), L'Assassinat du Nyctalope (1933), La Sorcière nue (1954), ou encore L'Énigme du squelette (1955), le dernier titre où apparaît le héros.

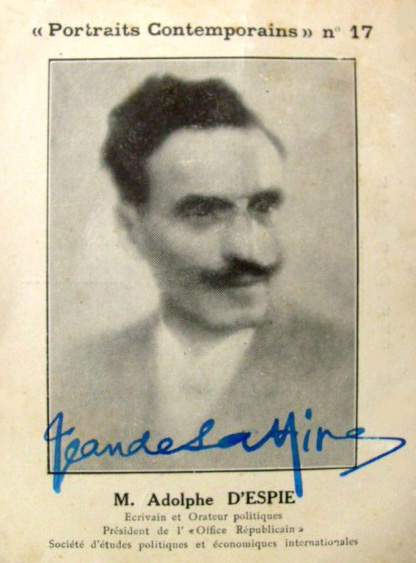
Adolphe d'Espie, carte postale sans date.

Jean de La Hire mêle parfois plusieurs genres, comme le fantastique et la science-fiction dans Le Roi de la nuit (1943). Il utilise aussi plusieurs autres pseudonymes, à l'instar de la plupart des romanciers populaires de l'époque : Edmond Cazal pour les romans historiques comme Mirabeau et Sainte Thérèse d'Avila ; celui de Commandant Cazal pour ses romans de guerre ; Alexandre Zorka, John Vinegrower et André Laumière pour ses romans d'amour ; et Arsène Lefort pour ses romans de cape et d'épée, comme Le Roi des catacombes (1929), La Fille de Duguesclin (1938), mais également pour des romans policiers, dont Le Mystère de Ker-Gor (1932).
Adolphe d'Espie s'essaie en outre à des ouvrages de littérature d'enfance et de jeunesse qui font sa popularité : s'y retrouvent les genres du roman policier, du roman d'amour, de la science-fiction et des aventures de scouts. Ces derniers romans paraissent sous forme de récits à épisodes en plusieurs livraisons : Les Trois Boy-scouts (édition Ferenczi, publication débutée en 1913), Grandes aventures d’un boy-scout (édition Ferenczi, 1926), L’As des boy-scouts (Ferenczi, 1932), etc. C'est en particulier dans ce genre qu'il développe pleinement sa production littéraire sérielle, recourant à la dictée sténographique pour maintenir le rythme de ses publications. Chaque épisode, qui s'articule autour d'une aventure cohérente, peut être lu indépendamment de la série, au contraire d'autres auteurs dont les épisodes correspondent à la découpe normale en chapitre de l'œuvre finale. Ces mini-récits s'inspirent de situations typiques de divers genres littéraires transposés (policier, espionnage, naufrage sur une île déserte, etc.).
Participant aux combats de la Première Guerre mondiale, il est victime des gaz de combat qui lui laissent des problèmes pulmonaires récurrents.
En dépit de son succès populaire, Jean de La Hire ne renonce pas pour autant à la littérature classique avec Sainte Thérèse d'Avila (Ollendorf 1921) qu'il considère comme son meilleur livre. Il y propose une reconstruction des extases de la Sainte homonyme en termes de délire mystique à forte connotation sexuelle. Traduit en espagnol, ce livre est très attaqué dans le monde catholique. Il est mis à l'Index librorum prohibitorum, et brûlé solennellement à Madrid dans une cour du palais royal en présence de nombreux invités, d'un légat du pape et du roi Alphonse XIII d'Espagne. Une nouvelle mise à l'Index a lieu avec L'Inquisition d'Espagne, publié en 1924 sous le pseudonyme d'Edmond Cazal, dans la collection L'histoire Romanesque de la maison d'édition Paris Bibliothèque des curieux.
Il se positionne en ardent promoteur des valeurs démocratiques avec son roman visionnaire, La Guerre… La Guerre, publié en 1939 sous le pseudonyme d'Edmond Cazal. À partir du 1er février 1939, il entreprend une série de cinq ouvrages qu'il termine le 10 août de la même année : La Guerre ! La guerre !, Maginot-Siegfried, Batailles pour la mer, L'Afrique en Flammes et La fin… par le Pétrole, soit au total plus de 1 200 pages. Le premier tome sort en mars, donc quelques mois avant le début de la Seconde Guerre mondiale. Dans son analyse critique de cette suite, J. Van Herp écrit : « Succès allemands initiaux, revers italiens dans les Balkans, défaite navale en méditerranée, volte-face-italienne, perte de confiance des généraux allemands dans le Führer, celui-ci glissant dans le délire, et volonté d'Hitler d'écraser les généraux… et si le 25 juillet est bien la date de la chute de Mussolini, faire du 20 juillet réel, date du complot contre Hitler, un 27 juillet n'est pas si grave[réf. souhaitée]. »

#### Sous l'occupation allemande
Sous l'occupation, il se convertit au pétainisme et publie plusieurs essais hostiles au Royaume-Uni ou en faveur de la collaboration. Il écrit en 1940 Le Crime des évacuations — les horreurs que nous avons vues (Tallandier), réquisitoire contre les équipes gouvernementales de Paul Reynaud, Georges Mandel et autres. Il adhère au Rassemblement national populaire (RNP), le parti collaborationniste de Marcel Déat, et au Groupe Collaboration. Le 28 janvier 1941, l'administration allemande de la zone occupée le nomme commissaire-gérant de la maison d'édition Ferenczi, afin de contrer le Commissariat général aux questions juives qui tentait de mettre sous sa compétence l'aryanisation des maisons d'éditions françaises qui appartenaient à des Juifs, en application de l'ordonnance allemande du 18 octobre 1940. Adolphe d'Espie remplace ainsi Raymond Durand-Auzias qui avait été brièvement nommé par le tribunal de commerce de la Seine pour administrer la maison d'édition Ferenczi, qui est rebaptisée Éditions du Livre moderne. Ce poste lui est retiré le 29 décembre de la même année, quand la maison est rachetée par Eduard Wintermayer, officier allemand, et Maxim Klieber, éditeur à Berlin. Il reste officiellement co-gérant aux côtés d'André Bertrand. Ses écrits politiques sont ouvertement pro-allemands : Le Travail, les Travailleurs et la Nouvelle Europe (1941) et Hitler, que nous veut-il donc ? (1942), tous deux aux éditions du Livre Moderne, tout comme Mort aux Anglais! Vive la France (1942).

#### L'après-guerre
Dès fin août 1944, il doit faire face à l'épuration à la Libération : il est exclu du Syndicat des Éditeurs le 9 septembre 1944, date à laquelle il est interpellé au château du Breuil (Saint-Paterne-Racan) où il réside et mis en détention préventive le 21 mars 1945. Il s'échappe de l'hôpital de Château-la-Vallière où il avait été transféré, et il est condamné par contumace à dix ans de réclusion. Le 30 avril 1948, il est condamné à la dégradation nationale. Il se rend aux autorités le 3 décembre 1951 et n'effectue pas sa peine en raison de la loi d'amnistie. Il entreprend ensuite une nouvelle série d'ouvrages et romans policiers.
Dans la tourmente de l'épuration, Jean de la Hire parvient à aider l'éditeur Henry Jamet à passer en Suisse où celui-ci meurt en 1967, après un séjour chez les pères maristes de Marseille, affublé d'un faux nom et chargé de surveiller des élèves.
Il meurt en 1956 à Nice, des suites de ses problèmes chroniques de poumons dus aux gaz de la Première Guerre mondiale. Il est enterré dans le cimetière de Saint-Laurent-de-Cognac, en Charente.

### Vie privée

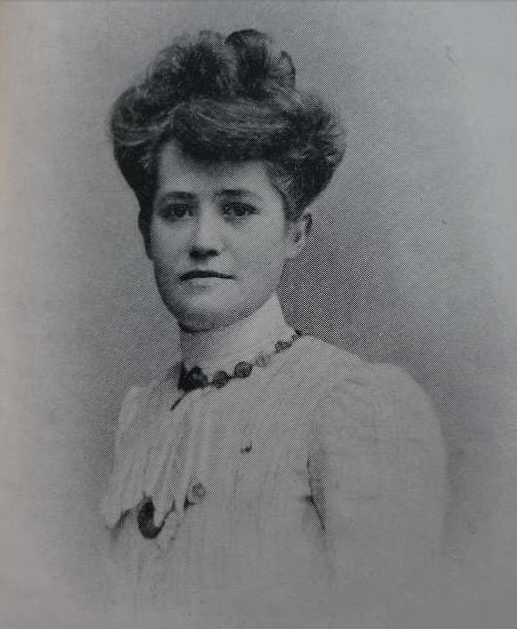
Marie de la Hire vers 1905.

Le 21 mai 1904, Adolphe d'Espie épouse Marie Weyrich, fille cadette du pasteur Eugène Weyrich et de Julie Poulain. Le couple a une fille qu'ils prénomment Claire. Marie mène une carrière d'écrivaine et surtout d'artiste peintre d'inspiration fauve après avoir été l'élève de Favier, Delacroix et Collin.
Grâce à la maison d'édition la Librairie Universelle qu'il dirige, Jean de la Hire édite La Nièce de l'Abbé Rozan, publié en 1906 sous le nom d'auteur de Marie de La Hire. Sous son nom d'artiste, Marie de la Hire publie le premier ouvrage dédié à son ami Francis Picabia, dont l'atelier de peinture était voisin du sien, et dépose sa signature sur un grand tableau de Picabia exposé à Beaubourg, L'Œil Cacodylate. Dans une perspective dadaïste, Francis Picabia a fait signer ce tableau à  ses amis pour remettre en question la valeur de la signature.
Elle publie également sous son nom de jeune fille, Marie Weyrich, le recueil de poèmes Les Jardins du soir.

## Distinctions
- Chevalier de la Légion d'honneur (1932) ; radié de l'ordre

## Œuvre

### Romans

#### SérieNyctalope
1. Le Mystère des XV (1911)
2. Lucifer (1921-1922)
3. L'Amazone du mont Everest (1925)
4. La Captive du démon (1927)
5. Titania (1929)
6. Belzébuth (1930)
7. Gorillard (1932)
8. Les Mystères de Lyon (1933)
9. L'Assassinat du Nyctalope (1933)
10. Le Sphinx du Maroc (1934)
11. La Croisière du Nyctalope (1936)
12. Le Maître de la Vie (1938-1939)
13. Le Mystère de la croix du sang (1940)
14. Les Drames de Paris (1941)
15. L'Enfant perdu (1942)
16. Le Roi de la nuit (1943)
17. Rien qu'une nuit (1944)
18. La Sorcière nue (1954)
19. L'Énigme du squelette (1955)

#### SérieLes Grandes Aventures d'un boy-scout(1926)
1. La Volonté de Franc-Hardi
2. Le Prodigieux Voyage
3. Le Mystère des souterrains
4. La Révolte des Ziouits
5. La Lutte formidable
6. Les Hommes de Mars
7. Franc-Hardi et les Martiens
8. Les Martiens capturés
9. Dramatiques mystères
10. Chasses martiennes
11. Le Rayon ardent
12. La Pierre tournante
13. Les Cyclopes à trompe
14. La Vengeance des Kolops
15. Vers le tour du monde saturnien
16. Le Drame des hommes-taureaux
17. L'Ile aux embûches
18. Tentative suprême
19. La Mer visqueuse
20. Jours tragiques
21. Les Kaloomiens
22. L'Avionnette
23. L'Abominable Piège
24. L'Impitoyable Kallap
25. L'Enlisement
26. Les Hommes sans yeux

#### Autres romans
- La Chair et l'Esprit (1898)
- Les Vipères (1899)[12]
- Le Tombeau des vierges (1900)
- Héro et Léandre (1900)
- Maîtresse de roy (1901)
- Incestueuse (1901)
- Le Sang des grenades (1902)
- Le Vice provincial (1902)
- La Torera (1902)
- L'Enfer du soldat (1903)
- L'Enlèvement (1903)
- Vengeance d'amoureuses (1903)
- Les Sept Beautés de la marquise (1903)
- Amour tragique  (1903)
- Rivales d'amour (1903)
- Marcelle et moi , suivi de Vertueuse Épouse (1903)
- L'Homme et la Nature. Le Régiment d'Irma (1904)
- La Ville ardente (1905)
- Vengeances d'amoureuses (1905)
- Trois Parisiennes (1906)
- Ménage d'artiste. Willy et Colette, étude biographique et critique (1906)
- Le Trésor dans l'abîme, éditions Boivin & Cie (1907)
- L'Homme et la Société. Les Vipères, mœurs de province (1907)
- Les Amours de la reine (1907)
- La Roue fulgurante (1908), réédition en 1952 sous le titre Soucoupe volante
- Le Tour du monde de deux enfants (1912), 71 fascicules
- Les Trois Boy-scouts (1913), 35 fascicules
- Les Trois Mignons (1913), roman sentimental de cape et d'épée
- Officier pauvre (1914)
- L'Avion d'amour (1917)
- Marcelle, la p'tite dactylographe (1919)
- Passions ardentes (1919)
- Le Miroir d'amour (1921)
- Les Drames du cœur (1921)
- Fleur meurtrie ! (1921)
- Le Mort vivant (1922)
- Le Capitaine (1923)
- Alcatara (1923), réédité sous le titre Les Chasseurs de mystère
- Le Cœur du clown (1924)
- La Créole amoureuse (1924)
- L'As des Boy-Scouts (1925), 51 fascicules
- Envoûtement d'amour (1925)
- Le Couvent, ou l'Amour (1925)
- L'As des boy-scouts (1925-1926), 52 fascicules
- La Capitaine (1926)
- La Captive du soleil d'or (1926)
- Quand l'amour veut... (1926), autre version, signée Emmanuel Fournier, sous le titre Tendresse volée (1935)
- Le Roman d'un modèle (1926)
- L'Épave sanglante (1926)
- Le Sphinx du Labrador (coll. « Voyages lointains et aventures étranges », 1927)
- Le Zankador (1927)
- Le Roi de la Sierra (1927)
- Les Dompteurs des forces (1927)
- Pour gagner le bonheur ! (1927)
- Souffrance cachée (1927)
- Le Passager de l'"Insular" (1927), roman policier
- Poignard au cœur (1928)
- Le Monstre au cœur d'acier (1928)
- La Marque des deux tigres (1928)
- L'Énigme des pôles (1928)
- L'Homme aux hélicoptères (1928)
- Les Ravageurs du monde (1928)
- Les Démons de l'Apatcha (1928)
- La Fille du bourreau (1928)
- L'Aventureuse Marquise (1928)
- Les Cauchemars de la vie (1928), en collaboration avec Marie de La Hire
- Les Bandits de Paramaribo (1929)
- Le Roi des catacombes (1929)
- Le Secret des cent îles (1929)
- L'Œil de la déesse (1929)
- Le Chevalier de Crèvecœur (1929)
- Mademoiselle Raymonde, sténographe (1929)
- Les Fiancés de l'aventure (1929)
- Les Hommes sans yeux (1930)
- Kaïtar (1930)
- Salbadou, contrebandier catalan (1930)
- La Nouvelle Judith (1930)
- Les Amazones (1930)
- Le Cercueil de nacre (1930)
- La Tragédie du "Parana" (1930)
- Le Vengeur du pirate (1930)
- Pour avoir un mari (1930)
- Le Mystère vaincu (1930), roman d'amour
- Le Cercueil de nacre, Tallandier, coll. « Le livre de l'aventure », no 24 (1930)
- Le Fils du soleil (1931)
- Le Paladin d'amour (1931)
- Morgak le Rouge (1931)
- Waïni la captive (1931)
- Le Roi des scouts (1931-1932), 64 fascicules
- Sous l'œil de Dieu (1932)
- La Reine de l'Atlantique (1932)
- Le Mystère de Ker-Gor (1932)
- Les Noces de perles (1932), roman policier
- À travers les périls (1933)
- Le Maître du monde (1933)
- Scouts services secrets (1933)
- Flossie Mystère (1933)
- Le Trésor de Melga (1933)
- Les Rescapés du "Gascogne" (1933)
- Les Drames de la forêt vierge (1933)
- Le Chemin de Santiago (1933)
- Le Sorcier su sel (1934)
- Le Roc mystérieux (1934)
- Le Regard qui tue (1934)
- Le Typhon de Tahiti (1934)
- Le Secret des Torelwoch (1934), réédité sous le titre I.S.
- La Mort de Sardanapale (1935), réédité sous le titre Les Envoûtés
- L'Antre des cent démons (1935)
- La Dernière Étincelle (1935)
- L'Énigme de l'œil sanglant (1935)
- Le Mystère du phare (1935)
- Tu seras folle ! (1935)
- Crypte des maudits (1935)
- Le Volcan artificiel (1935)
- La Tigresse (1936)
- Le Corsaire sous-marin (1936-1937), 75 fascicules
- La Captive du Dragon noir (1937)
- Le Mystère du phare (1937)
- La Captive de la Tour-Mystère (1937)
- Les Aventuriers du pétrole (1937)
- L'Héroïne de Barcelone (1937)
- La Loubianskaïa, sirène de la Guépéou (1938)
- La Garde au Rhin (1938)
- Destins romanesques (1938)
- Le Donjon de Malemort (1938)
- Rapières et Cœurs (1938)
- L'Or des îles perdues (1938)
- Le Bar du Chien-rouge (1938)
- Le Drame du grand-derviche (1938)
- L'Île des Pygmées (1938)
- Vertige d'amour (1939)
- L'Attente du bonheur (1939), en collaboration avec Marie de La Hire
- Les Ravageurs du monde (1939)
- Le Labyrinthe rouge (1940)
- Les Chemins de l'amour (1940)
- Minuit sonnait (1940)
- Les Pirates de Singapour (1941)
- Les Drames de Paris (1941)
- La Plaque tournante (1941)
- Sortilèges d'amour (1941)
- Le Drame du Trou-aux-loups (1941)
- L'Enfant dans la maison (1941)
- L'Héroïne de Barcelone (1942)
- Le Noyé du Quai Voltaire (1943)
- son bonheur en péril (1943)
- Vingt ans ont passé (1943)
- Le Mystère de la promenade des Anglais (1949), réédité sous le titre Trois morts promenade des Anglais
- L'Invisible (1953)
- Planète sans feu (1953)
- Au-delà des ténèbres (1954)
- La Fille au double cerveau (1954)
- Le Pays inconnu (1957)
- La Demoiselle de magasin (s.d.)

### Autres publications
- Les Gaudrioles militaires (1897)
- Mémoires d'un Don Juan et physiologie du donjuanisme (1904)
- Le Président Fallières, la vie politique, le Congrès de 1906 (1906)
- Les Voyages passionnés. À Venise, dans l'ombre de Byron (1915)
- L'Europe futur : réponse à H. G. Wells (1916)
- In memoriam (1918)
- L'Empoisonneur mondain. La Pommeraye (1925)
- Barbe-Bleue moderne. Landru (1925)
- Bombe-aux-nichons. Ravachol (1925)
- Les Amours, les frasques et la passion de Mirabeau (1926)
- Les Crimes des évacuations (1940)
- Le Travail, les Travailleurs et la Nouvelle Europe (1941)
- Hitler, que nous veut-il donc ? (1942)
- Mort aux Anglais ! Vive la France (1942)

### Postérité de l'œuvre
Son roman Les Mystères de Lyon est réédité pour la dernière fois en 1979, aux éditions Marabout avec une préface d'Hubert Juin. Ce roman narrant une aventure du Nyctalope, « l'homme qui voyait la nuit », rencontre à nouveau un certain succès. Van Herp et A. Leborgne considèrent la trilogie Lucifer (publié une nouvelle fois en feuilleton à la Dépêche quotidienne d'Algérie en 1953), Zattan et Belzébuth comme l'un des sommets de l'œuvre de Jean de La Hire.  René Brantonne a réalisé les illustrations de ses livres édités aux éditions Jaeger d'Hauteville.
Une anthologie parue en 2006, Chasseurs de chimères, L'âge d'or de la science-fiction française, de Serge Lehman, inclut le texte intégral de La Roue fulgurante (1908). S. Lehman rappelle par ailleurs que le personnage de Léo Saint-Clair, alias le Nyctalope, a une existence romanesque qui commence en 1908 et se termine en 1944. Même réprouvé, Jean de La Hire demeure, selon S. Lehman, « l’une des grandes figures de l’imaginaire français, chaînon manquant entre les « Gentilshommes-justiciers » de la fin du XIXe siècle et les aventuriers modernes dont Bob Morane est l’emblème. Il est le héros superscientifique par excellence. »
George Fronval écrit dans un numéro spécial du Chasseur d'illustrés consacré à Jean de La Hire : 

« Quel est le garçon qui n'a pas lu, au moins une fois dans sa vie, une de ses livraisons des Trois boys-scouts ? Il ne doit pas en exister. »